# Modelo para Armar
Modelo para Armar fue un grupo de rock costarricense formado en 1988. Tocaban música original y versiones de obras de otros autores, tanto en español como en inglés.
Liderados por el argentino Mario Maisonnave formaron parte del boom del Rock en Español que se vivía en Argentina, España y México, y contribuyeron en Costa Rica con dicho fenómeno. Incluso salieron de gira por Centroamérica con el legendario grupo argentino Soda Stereo.
En 1989 sacaron su único disco 'Mario Maisonnave/Modelo para Armar', bajo el sello CBS Sony Music. Poco después la banda se desintegraría.
Entre las canciones que los hicieron populares en Costa Rica: "Mundo Loco" y "Raquel (Maquillaje para el alma)" y "Abrime tu corazón", cuyo video fue el primer audiovisual de una banda costarricense en ser pautado en el canal MTV latinoamericano.
Después de Modelo para Armar, Bernal Villegas y Gonzálo de Trejo formaron 50 al Norte.

## Integrantes
- Mario Maisonnave (voz principal)
- Gonzalo de Trejo (bajo y coros)
- Bernal Villegas (guitarra y coros)
- Rafael León (teclados)
- Gerardo Mora (batería)
- Carlomagno Araya (batería)